# 설하수
설하수(본명: 국민서, 1998년 4월 1일 ~ )는 대한민국의 가수이다.

## 학력
- 동아방송예술대학교 방송연예학과 졸업
- 신갈고등학교 졸업
- 보라중학교 졸업

## 데뷔
- 2017년 정규 앨범 '주거니 받거니'

## 음반
- 2023년 쉿
- 2017년 주거니 받거니

## 방송
- 2019년 TV조선 《내일은 미스트롯》
- 2019년 KBS1 《우리말 겨루기》